# Marlowe

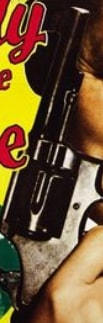
pistola del Detective Marlowe

Marlowe es una película estadounidense perteneciente al género neo-noir del año 1969 protagonizada por James Garner como  Philip Marlowe, el detective que protagoniza una serie de novelas de Raymond Chandler. Dirigida por Paul Bogart, el guion fue escrito por Stirling Silliphant tomando como base la novela de Chandler La hermana pequeña (1949).
El elenco de apoyo incluye a Bruce Lee, Gayle Hunnicutt, Rita Moreno, Sharon Farrell, Carroll O'Connor y Jackie Coogan.
La película presagió el paso de James Garner de ser el segundo detective de Los Ángeles a ser el protagonista Jim Rockford en The Rockford Files. Rita Moreno también pasaría a coprotagonizarla como personaje recurrente en la serie.
Muchas de las frases de Marlowe que incorpora Silliphant para esta película fueron tomadas directamente de la novela de Chandler. Silliphant es más conocido por su guion ganador de un Óscar por In the Heat of the Night (1967) y la creación de las series de televisión Route 66 y Naked City.
Esta película sirvió como tarjeta de presentación de la leyenda de las artes marciales Bruce Lee a muchos espectadores de cine estadounidenses.
La canción principal de la película, "Pequeña Hermana" (llamada así por la novela de la cual se deriva la película), es proporcionada por el grupo Orpheus.

## Historia
El detective privado de Los Ángeles Philip Marlowe es contratado por una mujer de Kansas llamada Orfamay Quest, que quiere desesperadamente encontrar a su hermano Orrin. Mientras Marlowe sigue el rastro de Orrin hacia un hotel, se encuentra con el gerente, Hayden Glossen, y un invitado llamado Grant W. Hicks, que niegan tener conocimiento del paradero de Orrin. Después de que Marlowe investigó la habitación de hotel de Orrin, descubre que Glossen fue asesinado con un picahielo y que falta una página en el libro de registro. Poco después, Marlowe recibe una llamada de Hicks, que implora nerviosamente que se aferre a algo por un día. Cuando Marlowe llega a su ubicación, encuentra a Hicks con un picahielos enterrado en su cuello, y una mujer enmascarada que logra escapar; Hicks también se revela como un antiguo corredor de la mafia. Después de estos eventos, Marlowe comienza a sospechar que hay más en este caso que una simple persona desaparecida.
Marlowe busca entre las pocas pistas que pudo encontrar a una estrella de cine, Mavis Wald, y a su amiga, la bailarina exótica Dolores ("con una O") Gonzales. Acusa a Wald de asesinar a Hicks porque la chantajeó con un conjunto de fotografías que la muestran en medio de una cita con el jefe del mafioso Sonny Steelgrave. Steelgrave envía al experto en kung Fu Winslow Wong para advertir a Marlowe que abandone el caso, mientras que el teniente de policía francés también advierte al detective que se mantenga alejado del camino de la policía. Cuando Marlowe se niega a ceder y hasta provoca a Steelgrave llevando a su novia al restaurante del mafioso, Steelgrave le ordena a Wong que lo coaccione para que finalmente se rinda, o lo matara. Atrayendo a Wong hasta el borde del techo del restaurante, Marlowe lo insulta para que intente patearlo él, lo que hace que Wong salte accidentalmente del edificio hasta su muerte.
Marlowe visita al agente publicitario de Wald Crowell, y después de mucha persuasión, gana su cooperación. Con el respaldo de Crowell, Marlowe logra que Wald revele que ni ella ni Sonny fueron responsables del asesinato de Hick, sugiriendo a un tercero detrás del chantaje, pero ella se niega a contarle más detalles. Luego retoma el rastro de Orrin al psicólogo infantil, el Dr. Vincent Lagardie, quien niega tener conocimiento de él. Sin embargo, cuando Marlowe comienza a enfrentarlo con sus sospechas de que él, Orrin y las víctimas de asesinato son los autores del caso de chantaje, Lagardie drogado lo golpea con un cigarrillo y huye.
Cuando Marlowe viene durante la noche y busca en la clínica, se topa con un Orrin herido de muerte que lo ataca con una pica y una imagen, mostrándole que Wald, Orrin y Orfamay son en realidad hermanos y que él era el chantajista y el asesino, aunque en cooperación con otra parte. Después de regresar a su oficina y destruir las imágenes y sus negativos, recibe una visita sorpresa de Dolores, quien lo lleva a la mansión de Steelgrave, donde encuentra a Steelgrave muerto y a Wald junto a él. Rápidamente descubre, sin embargo, que Wald no lo mató, sino que fue atraído a una trampa; por lo tanto, organiza las cosas para que se vean como si Steelgrave se hubiera suicidado, a fin de proteger la reputación de Wald. Una posterior difícil reunión entre Wald y Orfamay revela que Orfamay sabía sobre Orrin.
Con el secreto de Wald a salvo, Marlowe conoce a Dolores en el club donde ella está trabajando. Después de unir todas las pistas, la confronta con su conocimiento de que ella era la organizadora de Orrin y su compañera en el crimen porque estaba enamorada de Steelgrave y quería alejar a Wald de él. Hicks y Glossen fueron asesinados por Orrin, porque Hicks quería hacerse cargo del plan para su propio beneficio, mientras que el drogadicto Glossen habría sido un testigo peligroso. Dolores confiesa pero permanece desafiante; pero en medio de su actuación, Lagardie le dispara y luego se suicida. Justo antes de que llegue la policía, Marlowe se marcha en silencio y se aleja en la noche.

## Reparto
- James Garner como Philip Marlowe.
- Gayle Hunnicutt como Mavis Wald.
- Carroll O'Connor como el teniente Christy French.
- Rita Moreno como Dolores Gonzáles.
- Sharon Farrell como Orfamay Quest.
- William Daniels como el señor Crowell.
- H.M. Wynant como Sonny Steelgrave.
- Jackie Coogan como Grant W. Hicks
- Kenneth Tobey como el sargento Fred Beifus.
- Bruce Lee como Winslow Wong.
- Christopher Cary como Chuck.
- George Tyne como Oliver Hady.
- Corinne Camacho como Julie.
- Paul Stevens como el doctor Vincent Lagardie.
- Roger Newman como Orrin Quest.
- Anna Lee Carroll como Mona.
- Read Morgan como Gumpshaw.

## Recepción crítica
El personal de la revista Variety le dio a la película una crítica mixta y escribió:
El personaje privado de Raymond Chandler, Philip Marlowe, necesita un mejor manejo si quiere sobrevivir como héroe de la pantalla. Marlowe es una pieza inquisitiva e insegura de lo que se conoce como "investigación", en la que James Garner nunca puede decidir si interpretar para la comedia o para el carácter amargado. La adaptación de Stirling Silliphant de La hermana pequeña sale del lado confuso, con demasiada acción inexplicada... Garner recorre la imagen principalmente con el ceño fruncido, pero Gayle Hunnicutt, como la actriz, es agradable de mirar hacia el final. Rita Moreno como bailarina desnudista ofrece un sonido sólido, pero un cuadro no hace una foto.
El crítico Roger Ebert criticó partes de la película en su crítica dice:
Pero los libros de [Chandler] dependen principalmente de la textura y el estilo de vida en Los Ángeles, y de la cínica inteligencia de Philip Marlowe. Esa es probablemente la razón por la cual Marlowe, la última película basada en un libro de Chandler, no es muy satisfactoria. A pesar de que el director Paul Bogart filmó en el lugar, no captó la calidad arenosa de LA de Chandler. Y James Garner, el último Marlowe (después de Robert Montgomery, Dick Powell y Humphrey Bogart), está un poco inclinado a jugar por las risas ligeras, irónicas al estilo de James Bond... las películas de detectives deben funcionar al nivel de la trama, de alguna manera, a menos que protagonicen Bogart y estén escritos por William Faulkner y solo descaradamente a través de ellos. Marlowe no es lo suficientemente descarado. En algún momento en que el experto en artes marciales chino arruina su oficina (en una escena muy divertida), nos damos cuenta de que Marlowe también ha perdido la pista de la trama.